# رود اسووا
رود اسووا (به لاتین: Asuwa River) یک رود در ژاپن است که در استان فوکوئی واقع شده‌است.